# Cheumatopsyche harwoodi
Cheumatopsyche harwoodi là một loài Trichoptera trong họ Hydropsychidae. Chúng phân bố ở miền Tân bắc.